# Estación Gobernador Monteverde
Gobernador Monteverde es una estación de ferrocarril, actualmente compartida entre un destacamento policial y un centro tradicionalista llamado Fortín La Tropilla. El edificio de la estación se encuentra en pésimo estado de conservación, está ubicada en la Localidad de San Juan Bautista, en el Partido de Florencio Varela, provincia de Buenos Aires, Argentina.

## Historia
Tras la clausura del tramo La Plata-Gobernador Monteverde, la estación pasó a convertirse en terminal del ramal P1, reducido al tramo entre Avellaneda y esta. Por sus vías continuaron circulando trenes de carga hasta principios de 1992.
En 1992, con motivo del inminente traspaso al Estado provincial de los servicios de pasajeros en el territorio de Buenos Aires, el entonces gobernador Eduardo Duhalde anunció la reactivación del Ramal P1 y recorrió el trayecto desde Avellaneda hasta Gobernador Monteverde en un tren especial de prueba. Sin embargo, esto nunca se materializó y el ferrocarril fue abandonado en su totalidad poco después.

## Servicios
Pertenecía al Ferrocarril Provincial de Buenos Aires como parada intermedia en el ramal entre Avellaneda y La Plata. No opera servicios ni de pasajeros ni de carga.

## Fortín La Tropilla

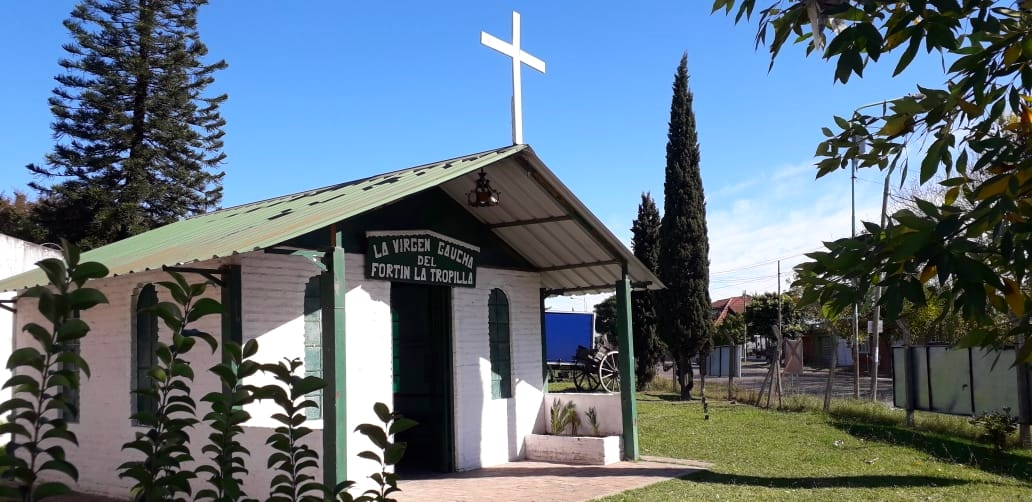
Capilla de la Virgen Gaucha del Fortín La Tropilla.

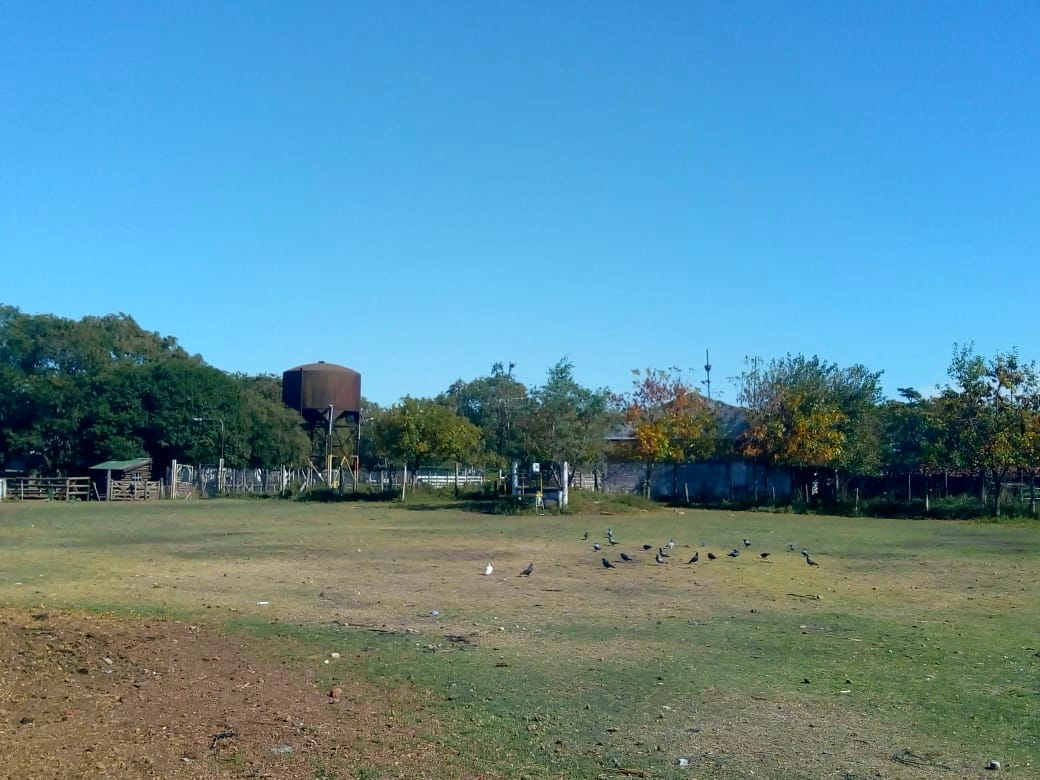
Antiguo tanque de agua de la estación.

Un terreno aledaño al edificio de la vieja estación se utiliza para heterogéneos eventos culturales, algunos de índole rural, tal como jineteadas de caballos, desfiles de novillos, carruajes y caballos, y bailes de música folclórica.
Todas las ediciones del Varela Rock de 2006 hasta el 2011 se llevaron a cabo en el Fortín.